# Pleurothallis punctulata
Pleurothallis punctulata är en orkidéart som beskrevs av Robert Allen Rolfe. Pleurothallis punctulata ingår i släktet Pleurothallis och familjen orkidéer. Inga underarter finns listade i Catalogue of Life.